# Nettlestead (Kent)
Nettlestead – wieś w Anglii, w hrabstwie Kent, w dystrykcie Maidstone. Leży 9 km na zachód od miasta Maidstone i 48 km na południowy wschód od centrum Londynu.